# C/2011 W3 (Lovejoy)
C/2011 W3 (Lovejoy) – kometa nieokresowa, należąca do grupy komet muskających Słońce z grupy Kreutza, odkryta w końcu listopada 2011 przez australijskiego astronoma Terry’ego Lovejoya.

## Opis

Animacja ukazująca zbliżanie się komety C/2011 W3 (Lovejoy) do Słońca

Kometa porusza się po bardzo wydłużonej orbicie eliptycznej, a jej obieg wokół Słońca trwa około 698 lat. Od momentu odkrycia jej jasność stopniowo wzrastała, kometa zbliżyła się do swego peryhelium 16 grudnia 2011 roku. Potwierdziły się przypuszczenia, że przed minięciem punktu przysłonecznego kometa będzie tak jasna (około –5m), że możliwym byłoby zaobserwowanie jej gołym okiem za dnia. Niekorzystne jednak położenie względem Słońca uniemożliwiło zobaczenie komety bez dodatkowych instrumentów.
16 grudnia 2011 kometa znalazła się w bezpośredniej bliskości Słońca, przechodząc jedynie 120 tysięcy kilometrów nad jego powierzchnią. Aby kometa mogła przetrwać tak bliskie przejście w pobliżu Słońca, musi mieć ona wystarczające duże jądro, aby nie zostało ono rozerwane przez siły pływowe (siły oddziaływania gazów powstałych w wyniku sublimacji stałych części jądra komety musiały przynajmniej równoważyć oddziaływanie grawitacyjne Słońca) oraz aby nie „rozpuściło” się ono całkowicie z powodu wysokich temperatur. Szacuje się, że jądro komety miało rozmiary pomiędzy 200 metrów a 11 kilometrów.